# Gregory King
 (février 2023).
Si vous disposez d'ouvrages ou d'articles de référence ou si vous connaissez des sites web de qualité traitant du thème abordé ici, merci de compléter l'article en donnant les références utiles à sa vérifiabilité et en les liant à la section « Notes et références ».
Pour les articles homonymes, voir King.
Gregory King (né le 15 décembre 1648 - mort le 29 août 1712) est un généalogiste britannique, un haut fonctionnaire et l'un des premiers grands statisticiens économiques du monde moderne.

## Biographie
Gregory King naît à Lichfield en Angleterre, d'un père géomètre et paysagiste. Jeune garçon particulièrement brillant, il assiste son père dans ses travaux d'études géodésiques. À l'âge de 14 ans, Gregory est employé par Sir William Dugdale, antiquaire et héraldiste (spécialiste des blasons et armoiries), puis de 1667 à 1669, il travaille pour Lord Hatton qui cherche alors à se constituer une collection des blasons de la noblesse anglaise. Lorsque ce projet échoue, King devient l'intendant, l'auditeur et le secrétaire particulier de Lady Gerard.
En 1672, il s'établit à Londres et travaille comme graveur pour l'imprimeur John Ogilby. Parallèlement, il fait des relevés topographiques et grave des cartes. En 1677, King reçoit le titre de Rouge Dragon Poursuivant du College of Arms, établissement chargé de la gestion des blasons. Il est promu Lancaster Herald en 1688 et conserve cette distinction jusqu'à sa mort en 1712. Ce statut était assorti d'une pension notable. Par trois fois il dut cependant se rendre à l'étranger afin de conférer l'ordre de la Jarretière à des monarques étrangers.
En 1695, King commence une seconde carrière dans l'administration chargée de la gestion des ressources économiques du pays. Commissaire aux impôts, il instaure une nouvelle taxe sur les mariages, les naissances et les enterrements, puis devient secrétaire à la Commission des Comptes Publics et secrétaire du Contrôle des comptes de l'Armée. En 1708, il est l'un des trois commissaires nommés pour évaluer les dettes du roi Guillaume décédé.

## Contributions

### Manuscrits statistiques
Le « premier grand statisticien économique », ainsi que l'a par la suite appelé Richard Stone, succède à John Graunt et William Petty et poursuit leur œuvre. Toutefois, contrairement à ses prédécesseurs, il ne publie pas ses travaux qui restent donc à l'état de manuscrit pendant plus d'un siècle. Seuls quelques éléments sont repris par son ami Charles Davenant, et cent ans plus tard par George Chalmers dans son Estimation des avantages comparatifs de la Grande-Bretagne. Il ressort clairement des manuscrits que King a eu accès à un grand nombre d'informations confidentielles, probablement en tant que conseiller apprécié du gouvernement pour sa discrétion.
Le manuscrit de King écrit en 1696 et intitulé Observations et Conclusions naturelles et politiques sur l'état et la condition de l'Angleterre contient de précieuses estimations de la population et de la richesse de l'Angleterre à la fin du XVIIe siècle. Il décrit les caractéristiques démographiques de la population de l'Angleterre et du Pays de Galles : âge, genre, statut marital, nombre d'enfants, domestiques et vagabonds (sojourners). King calcule aussi la quantité de bière, bière anglaise, et malt consommée annuellement en Angleterre. Ces estimations sont basées sur des déductions intelligentes d'informations issues des rapports d'imposition. En outre, bien que cela s'apparente plus à de la spéculation, King s'intéresse à la quantification de la population du monde, contemporaine ou future. Son calepin contient des projections de la population mondiale à venir : aux alentours de l'an 5000 ou 5500, le monde serait selon lui rempli d'êtres humains (fully peopled) avec une population atteignant 10 fois celle de 1695.
Le manuscrit Du commerce maritime en Angleterre, 1688, et le profit national en découlant, écrit en 1697, est un résumé statistique du commerce et de la richesse de l'Angleterre entre 1600 et 1688. King calcule l'augmentation du tonnage de la marine marchande et militaire, ainsi que l'évolution des droits de douane, de la monnaie, de la construction, des forteresses, des achats fonciers et des progrès de l'exploitation agricole.

### La loi de King
La loi de King est une loi économique qui énonce que l'insuffisance ou l'excès de l'offre produisent sur ces marchés des variations de prix beaucoup plus importantes que les variations de volumes constatés. Un déficit d'offre fait monter les prix en flèche, un excès d'offre provoque une chute de prix importante.